# توکان (شهرستان بلورتسکی، باشقیرستان)
توکان (انگلیسی: Tukan, Beloretsky District, Republic of Bashkortostan) یک شهرک در شهرستان بلورتسکی باشقیرستان کشور روسیه است.